# Gardes de la Porte du Roi
Les Gardes de la Porte du Roi formaient un corps d'élite de la maison militaire du roi de France sous l'Ancien Régime. Qualifiés par Louis XIV de plus anciens Gardes de sa Maison, leur Compagnie est supprimée en 1787 (puis brièvement rétablie par Louis XVIII en 1814 et 1815). 

## Historique

### Moyen Âge
Depuis le commencement de la monarchie jusqu'à Philippe Auguste, la Garde du Roi était composée d'hommes choisis, que l'on appelaient Ostiaires ou Custodes. Cette garde formait deux divisions ; la première composée des Huissiers d'Armes chargés de la garde intérieure des palais et la seconde, composé de portiers chargés de la garde extérieure. Les gardes formant ces deux divisions n'étaient pas militaires et ne suivaient pas le roi aux armées, ni quand il quittait la capitale. Dans le premier cas, sa garde était prise dans les troupes et renvoyées à la fin de la campagne. Les Huissiers d'Armes devinrent à la longue, militaires et prirent le nom d’Hommes d'Armes. En 1191, Philippe Auguste institua, pour la protection de sa personne, une garde de Sergens à masses, Sergents d'armes (servientes armorum) ou encore Porte masses. 
En 1261, cette compagnie est appelée Portiers de la Garde du Roi.

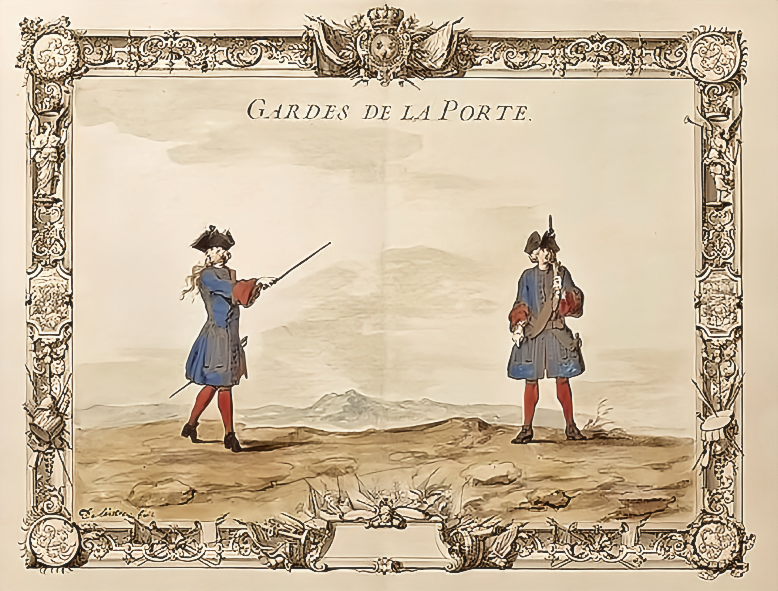
Gardes de la Porte du Roi (vers 1721).

En 1285, ils prennent le nom d' Officiers pour la Garde de la Porte du Roi. En 1490, Charles VIII réorganise totalement ce corps. 

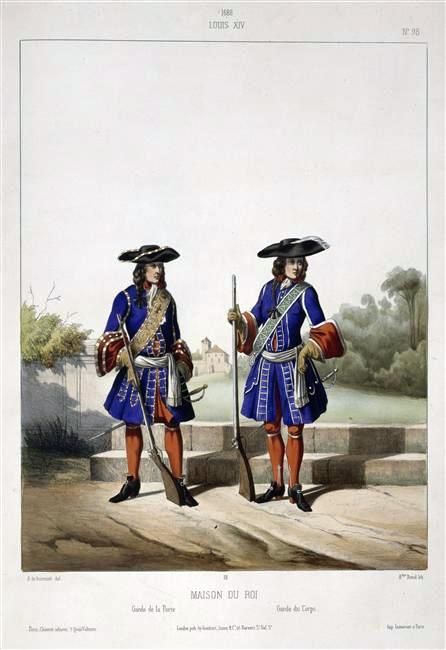
Garde de la Porte, sous Louis XIV, en 1688 (à droite, un Garde du Corps du Roi).

Leur principale fonction était d'assurer la garde de jour des portes intérieures du palais où résidait le souverain.

### De Louis XIV à Louis XVIII
C'est sous Louis XIV que ce corps doit son plus bel éclat. Le roi lui fait prendre le nom de Compagnie des Gardes de la Porte de la Maison du Roi, l'assimile aux autres corps de sa maison militaire.
Leurs fonctions étaient de veiller jour et nuit aux portes intérieures du palais du roi. Ils faisaient le service par quartier ou trimestre et alternativement avec les Gardes du corps, c'est-à-dire qu'ils relevaient ces derniers à six heures du matin et qu'ils en étaient relevés à six heures du soir. 
Dans l'infanterie, les simples gardes avaient rang de sous-lieutenant, les lieutenants de capitaine et le capitaine de colonel. Ce dernier est quelquefois nommé Capitaine-colonel des Gardes de la Porte. La Compagnie des Gardes de la Porte ordinaires du Roi fut supprimée en 1787, puis brièvement rétablie en 1814 par Louis XVIII et de nouveau supprimée en 1815.

## Privilèges
En 1659 puis en 1675, Louis XIV confirme les Gardes de la Porte du Roi dans les : « honneurs, rangs, privilèges préséances et prééminences attribués à leurs charges, et notamment dans le droit de précéder les consuls, procureurs et tous autres officiers des élections, dans les processions, cérémonies, assemblées générales et particulières, et autres lieux ».
Il ne semble pas que les Gardes de la Porte aient bénéficé d'anoblissement à titre viager, mais ils jouissaient du droit de Committimus, avaient le titre d'écuyer et devaient bénéficier de tous les privilèges de la noblesse. Ils étaient ainsi exemptés de taxe pour les francs-fiefs, des tailles, des impôts du sel et de tous subsides et logement de gens de guerre.
Louis XIV, qui les dénommait les plus anciens Gardes de sa Maison, leur avait donné, par lettres patentes du 3 mai 1675, « la préséance aux honneurs d'Église, d'autres lieux ou assemblées, sur tous les Officiers des Élections, Greniers à sel et Juges non royaux ».

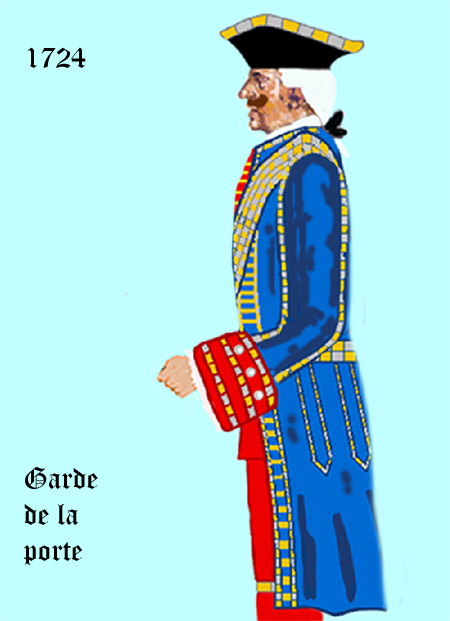
L'uniforme en 1724.

## Contingent
Sous Louis XIV, l'effectif de la compagnie est fixé à cinquante gardes, quatre lieutenants et un capitaine, dit par fois Capitaine des Portes.

## Armes et uniforme
On donnait autrefois la qualification de lanciers ou d’hommes d'armes aux Gardes de la Porte du Roi.
Ils étaient armés de l'épée et de la carabine et portaient une bandoulière à carreaux bleus et rouges, chargée en broderie de deux clés croisées d'argent, symbole de la compagnie, avec le justaucorps bleu comme les Gardes du Corps du Roi. Le reste de l'uniforme consistait en un habit bleu, à parements rouges, garnis de galons d'or et d'argent. Cette compagnie n'avait pas de drapeau.

## Composition de la Compagnie

### Liste partielle des Capitaines
- 1670-1687 : Pierre-Félix de la Croix, marquis de Chevrières (1644-1699)[6]
- de 1687 à 1723 (?)

- 1723-1777 : Jean-Baptiste Joachim Colbert (1703-1777), marquis de Croissy[7].
- 1777-1783 : Jean-Baptiste Colbert (°1728), marquis de Sablé, fils du précédent[8].
- 1783-1787 : Constantin Gravier, vicomte de Vergennes (1761-1832)[9].
- 1787-1814 : Compagnie supprimée.
- 1814-1815 : Constantin Gravier, vicomte puis comte de Vergennes (1761-1832)[10].

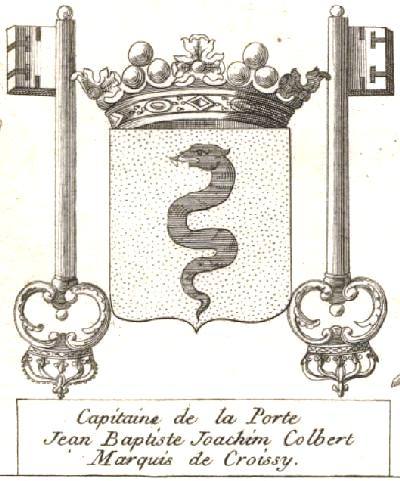
Armes de Jean-Baptiste Joachim Colbert, marquis de Croissy, Lieutenant-général des Armées du Roi et Capitaine des Gardes de la Porte du Roi.

### Liste partielle des Lieutenants
En 1738 et 1739, les quatre lieutenants sont :
- le Lieutenant Coté, quartier de Janvier,
- le Lieutenant Lheritier, quartier d'Avril,
- le Lieutenant du Mangin, quartier de Juillet,
- le Lieutenant de Lisle, quartier d'Octobre

Les cinquante Gardes de la Porte sont divisés en quatre quartiers, chacun ne servant que trois mois de l'année.

## Héraldique
Dans les armoiries des Capitaines étaient accostées de deux clés posées en pal.